# Mercedes F1 W05 Hybrid
La Mercedes F1 W05 Hybrid, inizialmente nota come Mercedes F1 W05, è un'automobile monoposto sportiva di Formula 1 realizzata dalla Mercedes, per partecipare al campionato mondiale di Formula 1 2014.
Vettura dominatrice del campionato 2014, con sedici vittorie, diciotto pole position, trentuno podi e dodici giri veloci in diciannove gare è stata una delle monoposto più vincenti nella storia di questo sport.

## Livrea e sponsor
La vettura presenta la stessa colorazione della stagione precedente, grigio-argento e verde acqua. Lo sponsor Petronas ha un nuovo logo che vede un font meno stondato rispetto al precedente. Sul cofano motore si trova il logo della Mercedes-Benz su sfondo nero e vicino all'abitacolo il nero si mischia con quello dello sponsor BlackBerry. Durante la stagione le bandelle laterali anteriori diventano nere e l'ala anteriore diventa grigia (da verde-azzurra di inizio anno).

## Stagione
La vettura è stata presentata il 28 gennaio 2014 presso il circuito di Jerez de la Frontera, in Spagna.
La monoposto si dimostra nettamente la più competitiva del gruppo nelle prime gare, con Hamilton e Rosberg che monopolizzano la prima fila dello schieramento e le prime posizioni in gara. L'unica eccezione è l'inaugurale Gran Premio d'Australia, nel quale il pilota britannico è costretto al ritiro dopo poche tornate per un problema meccanico. Hamilton si rifà nelle quattro gare seguenti conquistando quattro vittorie, sempre davanti al compagno di squadra.
A Montecarlo Rosberg inverte la tendenza, conquistando la vittoria dopo essere partito dalla pole position. In Canada, invece, entrambe le vetture sono rallentate da problemi al motore elettrico. Hamilton è poi costretto al ritiro per il surriscaldamento dell'impianto frenante, mentre Rosberg giunge comunque secondo alle spalle di Daniel Ricciardo su Red Bull. In Austria Rosberg centra la sua terza vittoria stagionale davanti a Hamilton, partito nono. In Gran Bretagna torna a vincere Hamilton, dopo essere partito sesto, mentre Rosberg si ritira quando è al comando per problemi al cambio. In Germania è di nuovo Rosberg a vincere, dopo essere partito in pole. Hamilton, partito ventesimo per via di un problema ai freni durante le qualifiche, è invece autore di una straordinaria rimonta, giungendo terzo alle spalle del compagno e di Valtteri Bottas su Williams.
Il rocambolesco Gran Premio d'Ungheria vede i due piloti della casa tedesca tagliare il traguardo in terza e quarta posizione, con Hamilton che, dopo aver rimontato nuovamente dal fondo del gruppo, precede il compagno di squadra. In Belgio la Mercedes domina le qualifiche, con Rosberg ed Hamilton in prima fila con due secondi di vantaggio sul terzo classificato. In gara, però, i due vengono a contatto: Hamilton fora uno pneumatico posteriore, vedendo la propria gara compromessa, mentre Rosberg recupera fino al secondo posto dopo aver sostituito il musetto.
A Monza la Mercedes torna a far segnare una doppietta, la settima stagionale. In questa occasione Hamilton, partito dalla pole position, precede Rosberg anche al traguardo.
Nel Gran Premio di Russia Hamilton e Rosberg conquistano un'altra doppietta, consentendo alla scuderia di aggiudicarsi il titolo costruttori con tre gare di anticipo.
Hamilton e Rosberg si contendono il titolo fino all'ultima gara: la sfida vede la vittoria finale del pilota britannico, che vince il suo secondo mondiale in carriera.

## Piloti
Viene confermata la coppia del 2013 formata da Nico Rosberg e Lewis Hamilton.
Approfittando del nuovo regolamento sui numeri di gara, il pilota tedesco sceglie il 6, lo stesso con cui suo padre Keke si era laureato campione del mondo nel 1982; il britannico opta invece per il 44, in quanto era il numero che aveva già usato ai tempi dei kart. 
| Piloti ufficiali       | Piloti ufficiali | Piloti ufficiali |
| Nazione                | Nome             | Numero           |
| ---------------------- | ---------------- | ---------------- |
| Germania (bandiera)    | Nico Rosberg     | 6                |
| Regno Unito (bandiera) | Lewis Hamilton   | 44               |
| Piloti di riserva      |                  |                  |
| Nazione                | Nome             | Nome             |
| Germania (bandiera)    | Pascal Wehrlein  | Pascal Wehrlein  |

## Risultati
| Anno | Team            | Motore                 | Gomme | Piloti   |     |   |   |   |   |   |     |   |     |   |   |     |   |     |   |   |   |   |    | Punti | Pos. |
| ---- | --------------- | ---------------------- | ----- | -------- | --- | - | - | - | - | - | --- | - | --- | - | - | --- | - | --- | - | - | - | - | -- | ----- | ---- |
| 2014 | Mercedes AMG F1 | Mercedes PU106A Hybrid | P     | Rosberg  | 1   | 2 | 2 | 2 | 2 | 1 | 2   | 1 | Rit | 1 | 4 | 2   | 2 | Rit | 2 | 2 | 2 | 1 | 14 | 701   | 1º   |
| 2014 | Mercedes AMG F1 | Mercedes PU106A Hybrid | P     | Hamilton | Rit | 1 | 1 | 1 | 1 | 2 | Rit | 2 | 1   | 3 | 3 | Rit | 1 | 1   | 1 | 1 | 1 | 2 | 1  | 701   | 1º   |